# Acacia nematophylla
Acacia nematophylla är en ärtväxtart som beskrevs av George Bentham. Acacia nematophylla ingår i släktet akacior, och familjen ärtväxter. Inga underarter finns listade i Catalogue of Life.